# 週日寧靜

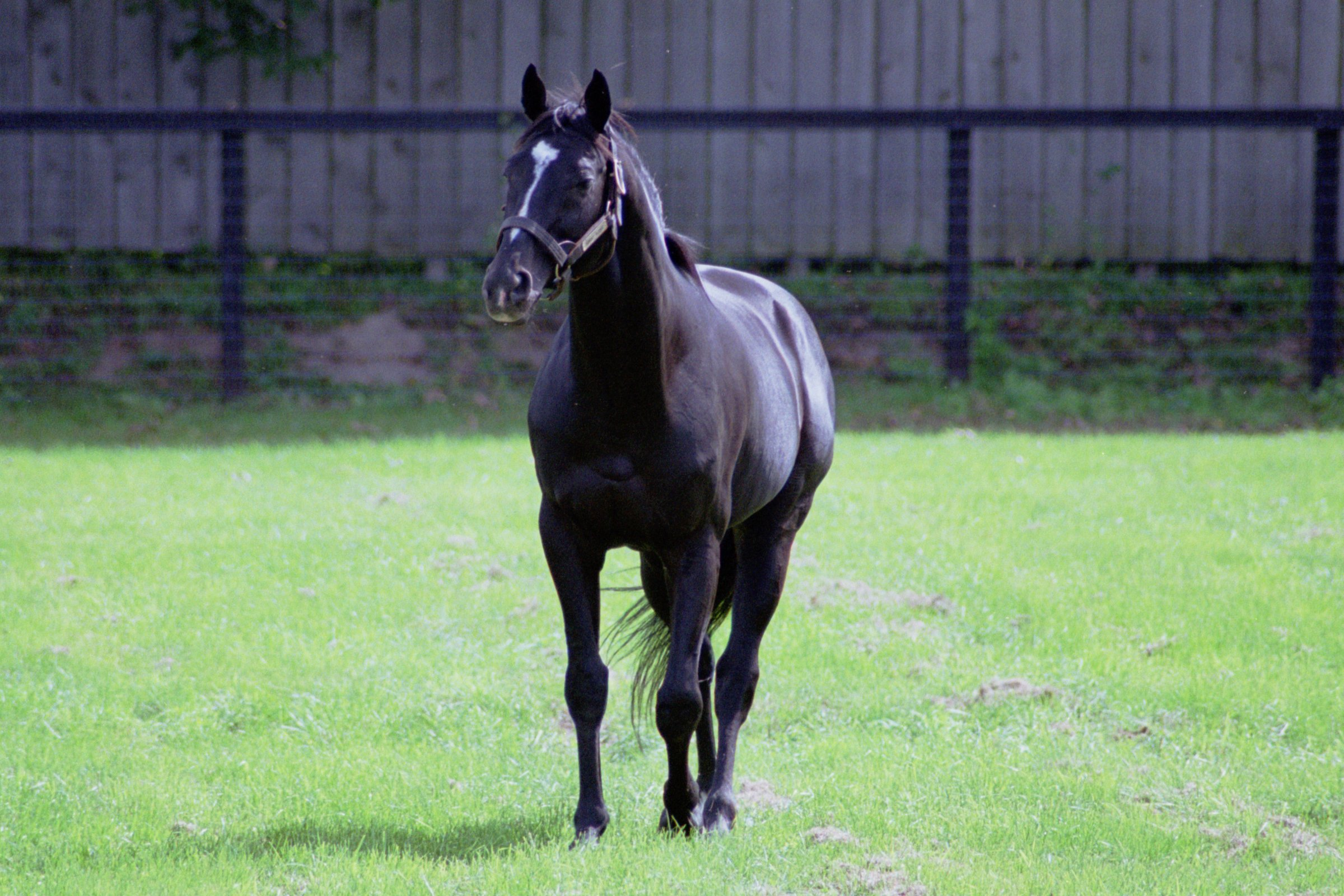
周日宁静

週日寧靜（Sunday Silence、1986年－2002年）是美國生產及訓練的純種競賽馬匹，退役後到日本配種，由於其產駒及後裔幾乎主宰了1990年代後半起十多年的日本賽馬界，被視為對現代日本賽馬擁有舉足輕重影響的種馬。

## 競賽成績
競賽生涯奪得多個一級賽錦標，獲14戰9冠5亞佳績，其中包括育馬者盃經典大賽及美國三冠大賽中的肯塔基打吡及必利時錦標。
被選為1989年日蝕大獎年度馬王、最佳3歲雄馬，1996年獲選入殿堂。

## 配種馬成績
退役後，日本大馬主吉田善哉將週日寧靜購入到日本配種，在日本已有超過120匹子嗣勝出級際賽，當中最少36匹子嗣勝出一級賽，自1995年起一直雄據最佳種馬寶座至今，為日本賽馬、育馬界史上影響力最深遠的種馬。
2002年8月19日因心臟衰竭逝世，其影響力仍未有絲毫動搖。其部分優秀子嗣如「夜舞」等亦能延續其優秀血統，陸續遺傳出第3代的一級賽冠軍子嗣。

### 主要子嗣

#### 一級賽優勝子嗣
粗體字為一級賽
1992年生
- 富士奇蹟（朝日盃三歲錦標、彌生賞）
- Tayasu Tsuyoshi（短波電台盃三歲錦標、東京優駿）
- 真誠（皋月賞、一哩冠軍賽）
- 舞伴（優駿牝馬、京阪盃、女皇伊利沙伯二世盃）
- 美麗週日（葉森盃、札幌紀念、朝日挑戰盃、京都大賞典、產經大阪盃、寶塚紀念）

1993年生
- 吹波糖（朝日盃三歲錦標、春季錦標、秋季天皇賞、鳴尾紀念、每日王冠）
- 石野週日（皋月賞、京都金盃）
- 夜舞（彌生賞、京都新聞盃、菊花賞）

1994年生
- 黃金旅程（目黑紀念、日經新春盃、 杜拜司馬經典賽、 香港瓶）
- 無聲鈴鹿（中山紀念、小倉大賞典、金鯱賞、寶塚紀念、每日王冠）

1995年生
- 特別週（如月賞、彌生賞、東京優駿、京都新聞盃、美國賽馬會盃、阪神大賞典、春季天皇賞、秋季天皇賞、日本盃）

1996年生
- 快得勝（皇后錦標、府中牝馬錦標、阪神牝馬特別、女皇伊利沙伯二世盃）
- 愛慕織姬（短波電台盃三歲錦標、東京優駿、京都新聞盃）
- 痛快駒（阪神三歲牝馬錦標、產經體育賞四歲牝馬特別、京都牝馬特別、兩次京王盃春季盃）

1997年生
- 空中神宮（皋月賞、菊花賞）
- 愛麗航程（京都新聞盃、東京優駿）
- Cheers Grace（櫻花賞）

1998年生
- 曼城茶座（菊花賞、有馬紀念、春季天皇賞）
- 愛麗速子（短波電台盃三歲錦標、彌生賞、皋月賞）
- 信念（人馬錦標、短途馬錦標、高松宮紀念、函館短途錦標）
- Mejiro Beiley（朝日盃三歲錦標）

1999年生
- 黃金魅力（日本泥地打吡、打吡大獎賽、東京大賞典、二月錦標、天蠍錦標）
- 大賞識（東京體育盃兩歲錦標、富士錦標、高松宮紀念）
- 多旺達（短途馬錦標、兩次一哩冠軍賽）
- Sunday Joy（ 澳洲橡樹大賽、 史托克錦標）

2000年生
- 我情可待（高松宮紀念、京王盃春季盃）
- Peace of World（夢幻錦標、阪神兩歲牝馬錦標）
- 美妙浪漫（阪神牝馬錦標、札幌紀念、秋季天皇賞）
- 荒漠英雄（青葉賞、神戶新聞盃、秋季天皇賞、日本盃、有馬紀念）
- Admire Groove（玫瑰錦標、兩次女皇伊利沙伯二世盃、人魚錦標、阪神牝馬錦標）
- 愛如往昔（櫻花賞、優駿牝馬、秋華賞）
- 新宇宙（如月賞、春季錦標、皋月賞、東京優駿、產經大阪盃）

2001年生
- 大和主將（皋月賞、打吡公爵挑戰盃、讀賣盃、每日王冠、秋季天皇賞、兩次一哩冠軍賽、安田紀念）
- 真心呼喚（京都新聞盃、有馬紀念、 杜拜司馬經典賽）
- 隨心起舞（百花盃、櫻花賞、維多利亞一哩賽、 奇斯高一哩賽）
- 三連冠（京都金盃、東京新聞盃、一哩冠軍賽、 香港一哩錦標）
- 鈴鹿間風（朝日挑戰盃、春季天皇賞）
- Daiwa el Cielo（皇后盃、優駿牝馬、京阪盃、人馬錦標）

2002年生
- Air Messiah（玫瑰錦標、秋華賞）
- Shonan Peintre（阪神兩歲牝馬錦標）
- 大震撼（彌生賞、皋月賞、東京優駿、神戶新聞盃、菊花賞、阪神大賞典、春季天皇賞、寶塚紀念、日本盃、有馬紀念）
- 鈴鹿鳳凰（東京新聞盃、高松宮紀念、阪神盃）

2003年生
- 火神（女皇伊利沙伯二世盃、札幌紀念）
- 梵高藝展（美國賽馬會盃、三次產經賞、有馬紀念、日經賞）

#### 分級賽優勝子嗣
1992年生
- Prime Stage（妖精錦標、札幌三歲錦標）
- Bright Sunday（藍寶石錦標、函館紀念）
- Silent Happiness（產經體育賞四歲牝馬特別、玫瑰錦標）
- King of Daiya（中山紀念）
- Magic Kiss（北九州紀念）
- Sunday Well（聖烈特紀念）
- Summer Suspicion（青葉賞）

1993年生
- Agnes Kamikaze（目黑紀念）
- 沉默獵人（兩次新潟大賞典、中山金盃、產經大阪盃）
- 欽點（短波電台盃三歲錦標、如月賞）
- 沉默歡呼（名古屋優駿）
- 羅生武士（聖烈特紀念、美國賽馬會盃、日經賞、目黑紀念）

1994年生
- Orange Peel（鬱金香賞、產經體育賞四歲牝馬特別、皇后錦標）
- Air Wings（阪神牝馬特別）
- 星期天（春季錦標、東京新聞盃、讀賣盃）

1995年生
- Jo Bing Bang（函館紀念、中山金盃、小倉大賞典）
- Tayasu Again（青葉賞）
- Maruka Komachi（京都牝馬特別）
- Sunday Sarah（七夕賞）
- Tayasu Meadow（新潟大賞典）
- Sun Place（新潟紀念）
- Egao o Misete（阪神牝馬特別、讀賣盃）
- 名將大道（產經大阪盃、鳴尾紀念）

1996年生
- King of Sunday（北海道三歲優駿）
- 靈犬（報知盃四歲牝馬特別、新山紀念、打吡公爵挑戰盃、人魚錦標）
- 週日郊遊（ 埃及女王錦標）
- 榮進無敵（鬱金香賞、中山牝馬錦標）
- 樂事到（新潟三歲錦標、京阪盃、兩次小倉紀念、產經賞）
- Saikyo Sunday（中日體育賞四歲錦標）
- Painted Black（青葉賞、長途馬錦標）
- T.M.Sunday（絲路錦標）
- Maruka Candy（府中牝馬錦標）

1997年生
- 贏得妙（京都跳欄錦標、小倉夏季跳欄賽、阪神跳欄錦標、京都跳欄賽）
- 全能靈駒（彌生賞）
- Manic Sunday（產經體育盃四歲牝馬特別）
- Yamanin Respect（函館紀念）
- 御太陽（日經賞）
- Meisho Domenica（福島紀念）
- Future Sunday（皇后盃）
- 愛美波士（聖烈特紀念）
- Tokai Oza（阿根廷共和國盃）
- Fusaichi Run Heart（美國賽馬會盃）

1998年生
- 千禧傳記（讀賣盃、北九州紀念、富士錦標）
- 永勝駒（京王盃春季盃、東京新聞盃、富士錦標）
- Trust Fire（短波電台賞）
- Cheers Brightly（京阪盃、七夕賞）
- Agnes Gold（如月賞、春季錦標）
- 高野名駿（東京體育盃三歲錦標）
- 旭日飛駒（兩次產經大阪盃、每日王冠）
- 美少女（雌馬賽、人魚錦標）
- Daiwa Rouge（新潟三歲錦標）
- Born King（京成盃）
- Diamond Biko（玫瑰錦標、中山牝馬錦標、府中牝馬錦標、阪神牝馬錦標）
- Happy Path（京都牝馬錦標）

1999年生
- Silent Honor（ 徹妮軒頓錦標）
- Be Positive（皇后賞）
- Cheers Stark（共同通信盃、每日盃）
- Success Beauty（雌馬賽）
- Yamanin Seraphim（京成盃）
- Shinin' Ruby（皇后盃）
- 動力無限（石榴石錦標、根岸錦標、兩次東京盃、兩次兵庫金盃、黑船賞、埼玉盃）

2000年生
- Daunuta（ 月殼一哩賽、 阿聯酋橡樹大賽）
- Chunyi（皇后盃）
- 林肯（阪神大賞典、京都大賞典、日經賞）
- 沉默交易（新山紀念、武藏野錦標、佐賀紀念）
- Suzuka Dream（京成盃）
- Cheers Message（京都牝馬錦標）
- 開心笑（堅蘭盃）
- Vita Rosa（短波電台賞、聖烈特紀念、中山金盃）
- 櫻花會長（札幌兩歲錦標、札幌紀念、中山紀念）
- Quiet Day（三月錦標、平安錦標）

2001年生
- Azuma Sanders（京都牝馬錦標）
- 氣墊快駒（美國賽馬會盃）
- Les Clefs d'Or（玫瑰錦標、皇后錦標）
- 高級玩意（青葉賞、鳴尾紀念）
- Sundrop（ 伊利沙伯公主錦標、 紅雀讓賽）
- Admire Big（東京體育盃兩歲錦標）
- Black Tide（春季錦標）
- 急流（小倉紀念）
- Move of Sunday（雌馬賽）
- Fille de Reve（函館兩歲錦標）
- Kyowa Roaring（北九州紀念）
- 美妙旅程（新山紀念、打吡公爵挑戰盃）

2002年生
- 情人節（花仙錦標、京都牝馬錦標、愛知盃）
- Silent Name（ 阿卡迪亞讓賽、 英聯邦育馬者盃錦標）
- King's Trail（聖烈特紀念、京成盃秋季讓賽）
- Dantsu Kitcho（青葉賞）
- Daring Heart（皇后錦標、兩次府中牝馬錦標）
- Machikane Aura（中京紀念）
- Lofty Aim（福島牝馬錦標）
- 玫瑰十字（每日盃、中京紀念、金鯱賞）
- Layman（卡堡錦標、至尊錦標）
- 皮爾金（每日盃兩歲錦標、新山紀念）
- 賞東瀛（京成盃）
- Tokai Wild（日經新春盃）

2003年生
- 愛慕之吻（鬱金香賞、玫瑰錦標、愛知盃、京都牝馬錦標）
- 丸河勝驥（每日盃兩歲錦標、關屋紀念）
- 至愛（每日盃、青葉賞）
- Moere So Bloods（兵庫青年大獎賽）
- 超微粒子（鳴尾紀念、中山金盃）

## 外部連結
- 血統表 （页面存档备份，存于）